# 김민중 (축구 선수)
김민중(한국 한자: 金玟中, 1990년 2월 28일 ~ )은 대한민국의 전 축구 선수이며, 포지션은 미드필더였다.